# Mars 1920
En mars 1920, la population de Nikolaïevsk-sur-l'Amour et sa communauté japonaise sont massacrées lors de l'incident de Nikolaïevsk. L'empire du Japon renforce ses troupes en Sibérie.
Des troubles surviennent  en Palestine mandataire contre la politique britannique de création d’un foyer national juif. Les nationalistes arabes de Damas lancent un raid sur la Galilée et causent des pertes humaines dans certaines colonies juives de la région. Les Juifs décident de s’armer clandestinement tandis que l'« Agence juive » est créée pour racheter de la terre aux Arabes.

## Événements
- 1er mars : 
  - L’assemblée nationale élue en Hongrie annule officiellement toute subordination à l’Autriche, proclame la monarchie et nomme l’amiral Miklós Horthy régent du Royaume de Hongrie.
  - Ready-made représentant la Joconde, de Marcel Duchamp.

- 4 mars : premier vol commercial entre la Suisse et l'Angleterre : Saint-Moritz - Londres.

- 7 mars : le Congrès national arabe réuni à Damas proclame Fayçal roi de Syrie et Abdallah Ier de Jordanie roi d'Irak.

- 10 mars : Karl Hjalmar Branting, Social Démocrate, Premier ministre en Suède (1920, 1921-1923 et 1924-1925).

- 12 mars : implantation du premier Lions Clubs à Windsor, Ontario.

- 13 mars : putsch de Kapp. Le général von Lüttwitz et Wolfgang Kapp tentent un putsch réactionnaire en Allemagne. Une grève générale fait échouer la tentative.
- 19 mars : refus définitif du Sénat des États-Unis de ratifier le Traité de Versailles[1].
- 20 mars[2] : création du West African National Congress par J. E. Casely Hayford en Côte-de-l’Or.

- 23 mars : début des massacres de Chouchi dans le Haut-Karabagh (20 000 Arméniens tués en 4 jours).

- 29 mars : 
  - crise de Pâque au Danemark. Devant la difficulté des gouvernements successifs à trouver une majorité à la suite de l’émiettement des partis, le roi Christian X renvoie le ministère Zahle et le remplace par un cabinet d’affaires dont tous les membres ont été choisis en dehors du Parlement. Il en résulte une grave tension politique. Les syndicats déclenchent une grève générale. Un nouveau cabinet neutre est désigné ensuite avec l’accord des partis et des élections générales suivent, puis une modification de la Constitution qui renforce les pouvoirs de la Chambre basse (Folketing);
  - début du transfert des vols commerciaux desservant Londres de Hounslow à Croydon.

- 31 mars : premier raid aérien Paris-Dakar.

## Naissances
- 1er mars : Simon Ignatius Pimenta, cardinal indien, archevêque émérite de Mumbai († 19 juillet 2013).
- 3 mars : James Doohan, acteur († 20 juillet 2005).
- 5 mars : Bruno Condé, spéléologue et zoologiste français († 11 février 2004).
- 8 mars : Michel Moine, journaliste, écrivain, occultiste français († 15 janvier 2001).
- 10 mars : Boris Vian, écrivain français († 23 juin 1959).
- 14 mars : 
  - Émile Hincker, médecin et résistant français en Alsace pendant la Seconde Guerre mondiale († 10 juillet 1996).
  - Hank Ketcham, humoriste, peintre et dessinateur américain († 2001).
- 16 mars : Traudl Junge, secrétaire d'Adolf Hitler († 10 février 2002).
- 17 mars :
  - José T. Sanchez, cardinal philippin, préfet émérite de la Congrégation pour le clergé († 9 mars 2012).
  - Christian Garros : batteur de jazz français († 23 août 1988).
- 19 mars : 
  - Huguette Galmiche, mannequin française et maman du chanteur Johnny Hallyday, mort le 5 décembre 2017 († 29 août 2007).
  - Laurent Noël, prélat catholique canadien († 2 juillet 2022).
- 20 mars :
  - Gilbert Carpentier, producteur de télévision français († 18 septembre 2000).
  - Andrée Chédid, écrivaine et poétesse française († 6 février 2011).
- 21 mars : 
  - Agha Mehdiyev, paysagiste et portraitiste azerbaïdjanais († 15 mai 2003)
  - Éric Rohmer, (Maurice Schérer), réalisateur français († 11 janvier 2010).
- 22 mars : 
  - Ross Martin, acteur américain († 3 juillet 1981).
  - Josip Manolić, homme d'État croate († 15 avril 2024.
- 23 mars : Marcel-Jacques Dubois, religieux dominicain français, philosophe et théologien. Professeur à l'université hébraïque de Jérusalem († 14 juin 2007).
- 31 mars : Yvette Z'Graggen, écrivain suisse († 16 avril 2012).

## Décès
- 3 mars : Theodor Philipsen, peintre danois (º 10 juin 1840).
- 11 mars : Johann Vaillant, pionnier allemand des technologies de chauffage, (° 1851).
- 13 mars : Charles Lapworth, géologue britannique (º 20 septembre 1842).
- 21 mars : Federigo Tozzi, écrivain italien (° 1er janvier 1883).